# Petrus Apianus
Petrus Apianus   (Leisnig, 16 d'abril de 1495 - Ingolstadt, 21 d'abril de 1552), també conegut com Peter von Bennewitz o Bienewitz, fou un astrònom i matemàtic alemany. Va ser un dels primers a proposar l'observació dels moviments de la Lluna per determinar-ne les longituds. És l'autor d'un planisferi, Tipus Orbis Universalis, publicat el 1520 i de l'obra Astronomicum Caesareum, editada el 1540, de matemàtica, astronomia i cartografia. Va ser nomenat matemàtic de l'emperador Carles V del Sacre Imperi romanogermànic, a qui havia dedicat una de les obres que més fama li va donar, l'Astronomicum Caesareum. Apianus va ser un dels primers cosmògrafs a proposar l'observació dels moviments de la Lluna per determinar-ne les longituds. En matemàtiques, va calcular taules trigonomètriques que va publicar a Nuremberg el 1534 amb el títol Primi instrumentum Mobilis, amb un instrument que permetia el càlcul mecànic de sinus.
Va aplicar les matemàtiques a l'estudi astronòmic, afavorint-ne l'observació directa. En aquest sentit, va ser el primer a valer-se de vidres fumats per a l'observació del Sol. Així, va poder publicar un quadrant astronòmic i instruccions per a la fabricació d'instruments d'observació i rellotges de sol. Entre les observacions astronòmiques que va realitzar, cal destacar la descripció del pas el 1531 del cometa de Halley, suggerint a més que les cues cometàries en la seva òrbita de gir és molt possible que apuntessin en sentit oposat al Sol.

## Biografia

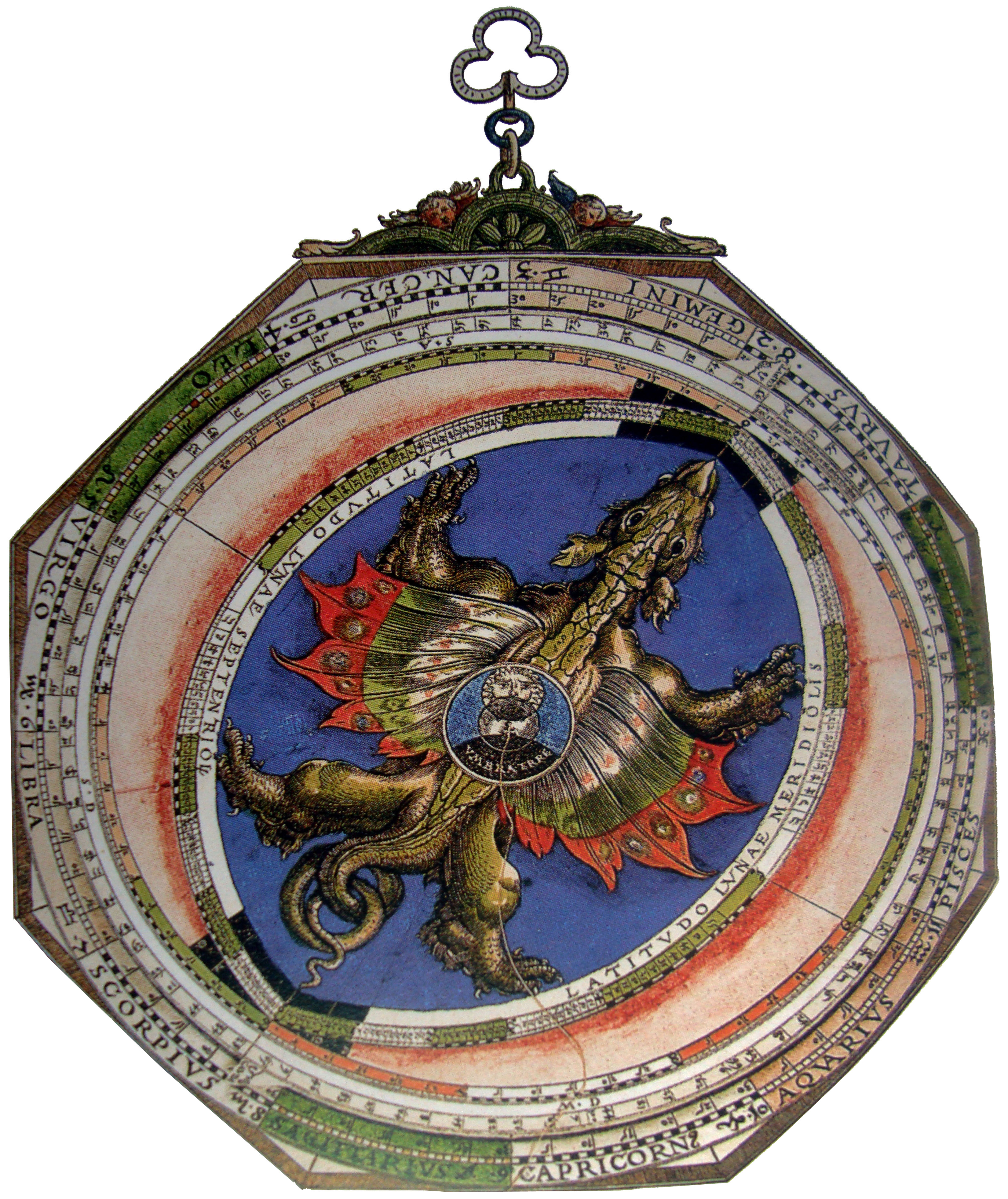
Astronomicum Caesareum

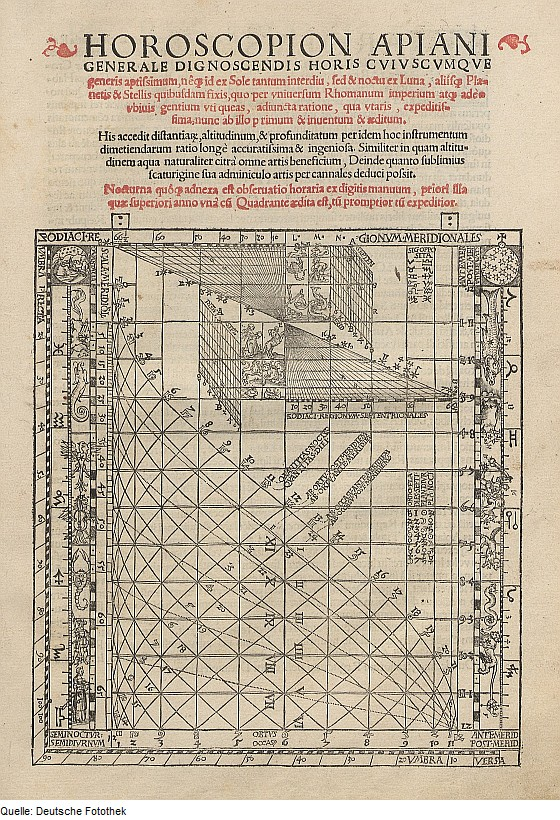
Portada del llibre amb la representació de l'Horoscopion d'Apianus

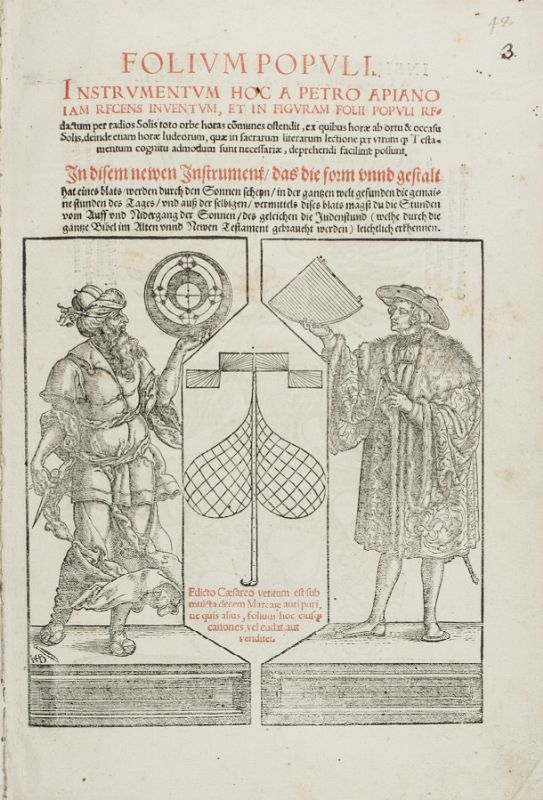
Folium populi, 1533

El seu pare, sabater, gaudia d'una situació econòmica folgada, formant part del que es podria considerar classe mitjana de la ciutat. Va iniciar els estudis de llatí a l'escola de Rochlitz, aplicant-se des d'aviat en l'estudi de les matemàtiques. Des de 1516 fins a 1519, va estudiar a la Universitat de Leipzig, on es llatinitzà el cognom, adoptant el nom de Petrus Apianus, pel qual serà conegut (en llatí, apis significa 'abella', igual que biene en alemany).
El 1519, va passar a la Universitat de Viena, un dels centres universitaris que gaudien en el seu temps de major fama en els estudis de matemàtiques, ampliant els seus estudis a l'astronomia i la cosmografia. Aquí, va publicar el 1520 una versió personal del planisferi de Waldseemüller, amb el títol Tipus Orbis Universalis.
La pesta de 1521 el va obligar a deixar la ciutat, i es traslladà a Ratisbona primer, i a Landshut més tard, on el 1524 va publicar l'obra que més fama li donaria, el Liber cosmographicus, conegut simplement com la Cosmographia de Petrus Apianus, diverses vegades reimprès i traduït a catorze idiomes abans de concloure el segle. També aquí es casà amb la filla d'un conseller de la ciutat, Katharina Mosner, amb qui va tenir catorze fills.
El 1527, va ser nomenat professor de matemàtiques a la Universitat d'Ingolstadt, on s'ocuparia també de tasques d'impressor, i destacà per la cura de les seves impressions. Entre les primeres, editaria les obres de Johannes Eck, contradictor de Martí Luter. El mateix any de la seva arribada a Ingolstadt, publicà un llibre d'aritmètica en llengua vernacla, Ein Newe und wolgegründete underweisung aller Kauffmanns Rechnung ('Un llibre nou i fiable per aprendre el càlcul i destinat als comerciants'), per fer el seu estudi assequible a un públic més ampli. Hans Holbein va incloure un exemplar d'aquesta obra en una de les més cèlebres pintures, Els ambaixadors. El 1533, va publicar una altra coneguda obra, l'Instrument Buch, o 'Llibre d'instruments' dedicat a la descripció d'instruments per observar en astronomia i en gnomònica, en què instruïa sobre la construcció de rellotges de sol.
En reconeixement dels seus estudis, l'emperador Carles V li va concedir cap a 1535 un privilegi imperial, ampliat el 1544, que el facultava per disposar d'un blasó.
En agraïment, el 1540, Apianus va dedicar a l'emperador una altra de les seves més cèlebres obres, el Caesareum Astronomicum, obra mestra de la impremta sortida de la seva mateixa premsa. En aquesta obra, feia Apianus una nova exposició de l'astronomia de Ptolemeu, destacada pel valor de les il·lustracions i la cura de la impressió en foli gran i amb discos mòbils formats fins per sis capes de paper, que permeten fixar les posicions dels planeta cada dia de l'any, les fases de la lluna o les festes mòbils del calendari litúrgic.
Nomenat matemàtic de la cort imperial, va disposar d'una considerable fortuna en els seus últims anys, i es morí a Ingolstadt, la universitat que no va voler abandonar, el 1552.